# ATP Challenger Köln
Der ATP Challenger Köln (offiziell: Cologne Challenger) war ein Tennisturnier, das von 1982 bis 1994 jährlich in Köln, Nordrhein-Westfalen, stattfand. Es gehörte zur ATP Challenger Tour und wurde im Freien auf Sand gespielt. Lediglich 1994 fand das Turnier in der Halle auf Hartplatz statt.

## Liste der Sieger

### Einzel
| Jahr                         | Sieger            | Finalgegner           | Ergebnis          |                   |
| ---------------------------- | ----------------- | --------------------- | ----------------- | ----------------- |
| 1994                         | Karsten Braasch   | Jörn Renzenbrink      | 6:4, 6:4          |                   |
| 1993                         | nicht ausgetragen | nicht ausgetragen     | nicht ausgetragen | nicht ausgetragen |
| 1992                         | Kenneth Carlsen   | Tomas Nydahl          | 6:2, 1:3 aufgg.   |                   |
| 1991                         | Magnus Gustafsson | Marcos Aurelio Górriz | 6:2, 4:6, 6:2     |                   |
| 1983–1990: nicht ausgetragen |                   |                       |                   |                   |
| 1982                         | Dominique Bedel   | Andreas Maurer        | 2:6, 6:3, 6:4     |                   |

### Doppel
| Jahr                         | Sieger                              | Finalgegner                       | Ergebnis          |
| ---------------------------- | ----------------------------------- | --------------------------------- | ----------------- |
| 1994                         | Alexander Mronz Udo Riglewski       | Pat Cash Jörn Renzenbrink         | 6:4, 6:2          |
| 1993                         | nicht ausgetragen                   | nicht ausgetragen                 | nicht ausgetragen |
| 1992                         | Marc-Kevin Goellner Bernd Karbacher | Brian Devening Murphy Jensen      | 6:4, 6:7, 6:1     |
| 1991                         | Brent Haygarth Byron Talbot         | Magnus Gustafsson Alexander Mronz | 7:5, 6:4          |
| 1983–1990: nicht ausgetragen |                                     |                                   |                   |
| 1982                         | Brad Guan Warren Maher              | Chris Johnstone Cliff Letcher     | 6:2, 6:4          |